# نشاط إشعاعي في علوم الحياة
يمكن استخدام النشاط الإشعاعي في علوم الحياة على أنه تصنيف إشعاعي لتصوير المكونات أو الجزئيات المستهدفة في أي نظام بيولوجي. يتم توليف بعض النوكليدات المشعة في مسرعات الجسيمات ولديها أعمار نصفية قصيرة، مما يعطيها الحد الأقصى للأنشطة النظرية. يؤدي هذا إلى خفض وقت الكشف مقارنة بالنوكليدات المشعة ذات الأعمار النصفية الأطول، مثل الكربون-14. ويتم استبدالها في بعض التطبيقات بـ الصبغات الفلورية.

## أمثلة على النوكليدات المشعة
يعد عنصر *التريتيوم (هيدروجين-3) من العناصر التي تبث طاقة قليلة جدًا ويمكن استخدامها لتصنيف البروتينات والأحماض النووية والعقاقير والسميات، ولكنه يتطلب طبقة خاصة بالتريتيوم أو ستار فوسفوري خاص بالتريتيوم. في اختبار ومضان السائل (LSA)، تكون الكفاءة بنسبة 20-50%، اعتمادًا على المزيج المستخدم [بحاجة لمصدر]. الفعالية النوعية النظرية العالية للتريتيوم هي 28.8 تسي/ مللي مول (1.066 بيتا بكريل /مول).[بحاجة لمصدر] على الرغم من ذلك، غالبًا ما توجد أكثر من ذرة تريتيوم واحدة في الجزيء: على سبيل المثال، يقوم أغلب الموزعين بيع UTP المعالج بالتريتيوم مع كربونات 5 و6 وكل منها مرتبطة بذرة تريتيوم. لدى كل من C-14 وS-35 وP-33 نفس الطاقات الانبعاثية. يعد كل من P-32 وI-125 من البواعث العليا للطاقة -> غير الدقيقة، راجع إشعاع بيتا مقابل إشعاع جاما.
لدى *كربون-14 عمر نصفي يساوي 5,730±40 عامًا. الفعالية النوعية العالية له هي 0.0624 تسي/مللي مول (2.31 تيرا بكريل/مول).[بحاجة لمصدر] يُستخدم في التطبيقات مثل التأريخ الإشعاعي أو اختبارات العقاقير.
يُستخدم كل من * الصوديوم-22 و الكلور-36 بصورة شائعة في دراسة ناقلات الأيون . على الرغم من ذلك، فإنه من الصعب غربلة الصوديوم-22 والكلور-36، مع العمر النصفي الذي يصل لـ 300.000 سنة، له فعالية قليل.
يُستخدم * الكبريت-35 لتصنيف البروتينات والأحماض النووية. يُستخدم السيستين على أنه حمض أميني يحتوي على مجموعة الكحول الكبريتي التي يمكن تصنيفها بواسطة S-35. بالنسبة لـ النوكليدات التي لا تحتوي على مجموعة الكبريت، يمكن استبدال الأكسجين الموجود في إحدى مجموعات الفوسفات بالكبريت. يعمل ثيو الفوسفات نفس وظيفة مجموعة الفوسفات العادية، على الرغم من وجود انحراف بسيط ضده بواسطة أغلب إنزيمات البوليميراز. الفعالية النوعية النظرية العالية هي 1,494 تسي/مول (55.28 بيتا بكريل/مول).
يُستخدم *الفوسفور-33 لتصنيف النوكليدات. فهو أقل نشاطًا من P-32 ولا يتطلب الحماية من البلاستيك المقوى. أحد عيوبه هو التكلفة العالية له مقارنة بـ P-32، حيث إن أغلب P-31 التي تم إلقاؤها اكتسبت نيوترون واحد فقط، بينما البعض منها فقط اكتسب اثنين أو أكثر من النيوترونات. الفعالية النوعية العالية له هي 5,118 تسي/مللي مول (189.4 بيتا بكريل/مول).
يستخدم *الفوسفور-32 بصورة واسعة الانتشار لتصنيف الأحماض النووية والبروتينات الفوسفورية. وبها أعلى طاقة منبعثة (1.7 مليون إلكترون فولت) لكل النظائر المشعة المعروفة في الأبحاث. توجد ميزة كبرى في التجارب التي تتم فيها مراعاة الحساسية بصورة أساسية، مثل المعايرات بالتحليل الكيماوي للتفاعلات القوية جدًا (أي ثابت التفكيك شديد الانخفاض)، تجارب أخذ بصمة القدم، والكشف عن السلالات النادرة المفسفرة. يعتبر 32P غير مكلف إلى حدٍ ما. نتيجة للطاقة العالية، يلزم اتخاذ عدد من ضوابط السلامة والضوابط الإدارية (مثل زجاج الإكريليك). العمر النصفي لـ 32P هو 14.2 يوم، والفعالية النوعية العالية له هي 9131 تسي/مللي مول.
يُستخدم *اليود-125 بكثرة لتصنيف البروتينات، وعادة ما يتم ذلك في بقايا التيروزين. يتسم اليود غير المقيد بأنه متطاير ولابد من معالجته في خزانة أبخرة. الفعالية النوعية العالية له هي 2,176 تسي/مللي مول (80.51 بيتا بكريل/مول).
من الأمثلة الجيدة على اختلاف مستوى الطاقة في العديد من النوكليدات المشعة هو نطاقات نافذة الكشف المستخدمة في كشفها، والتي تعد نسبية بصورة عامة لطاقة الانبعاث، ولكنها تتنوع من آلة لأخرى: في عداد ومضان Perkin elmer TriLux Beta 
قبل الاستخدام واسع الانتشار الاستشعاع في العقود الثلاثة الأخيرة، كانت النشاط الإشعاعي هو التصنيف الأكثر شيوعًا.
المميزات:
- الفلورية أكثر أمانًا وأكثر ملاءمة للاستخدام
- يمكن استخدام العديد من جزيئات الفلورية بصورة متزامنة (على افتراض أنهم لا يتداخلون، راجع FRET)، بينما يمكن استخدام اثنين من النظائر مع النشاط الإشعاعي (التريتيوم ونظير منخفض الطاقة، أي 33P نتيجة لاختلاف الكثافات) ولكن يلزم آلية خاصة غشاء تريتيوم وغشاء تصوير فوسفوري عادي أو أداة كاشفة محددة مزدوجة القناة، أي ).
- خصائص عديدة مفيدة بشدة (راجع القسم التالي)

لاحظ : القناة تشبه "colour" ولكنها مختلفة، وهي زوج مرشحات الاستثارة والانبعاث الخاصين بالصبغة، أي المجموعات الصغيرة عبارة عن قناة مزدوجة، تعمل على cy3 وcy5، ويتم الإشارة إليهما بصورة جماعية باللون الأخضر والأحمر.
العيوب:
- قد تمثل الصبغة عائقًا أو تصبح سامة

## السلامة
في حالة الحفاظ على ضوابط الفيزياء الصحية في المعامل حيث يتم استخدام النوكليدات الإشعاعية، فلا يحتمل أن تصبح الجرعة الإشعاعية الشاملة التي يتلقاها العاملين ذات أهمية تذكر. مع ذلك فإن تأثيرات الجرعات المنخفضة غير معروفة غالبًا، لذا فإن أغلب القواعد الموجودة مخصصة لتجنب المخاطر غير الضرورية، مثل تلك الحادثة للجلد أو التعرض الداخلي. نتيجة لقوة الاختراق المنخفضة والمتغيرات العديدة المتضمنة، فمن الصعب تحويل تركيز النشاط الإشعاعي إلى إحدى الجرعات.
1 مايكرو كوري P-32 على سنتيمتر مربع من الجلد (من خلال طبقة ميتة من كثافة 70 مايكرو مولار) يعطي 7961 إشعاعات 79.61 رمادي في الساعة. بالمثل، تعطي صورة الثدي الشعاعية نسبة عرض 300 مللي ريم ( 3 ملليسيفرت) في حجم أكبر (في الولايات المتحدة، متوسط الجرعة السنوية هي 620 مللي ريم أو 6.2 ملليسيفرت ).